# Goris
Goris (arménsky: Գորիս) je město v jihoarménské provincie Sjunik. Leží v údolí řeky Goris, asi 254 kilometrů od Jerevanu, hlavního města Arménie a 67 km od Kapanu, hlavního města provincie. Podle sčítání z roku 2011, ve městě žije 20 591 obyvatel, což z něj činí 2. největší město v provincii.
Goris byl dříve nazýván jako Kores nebo Gorajk.

## Geografie
Goris se nachází v údolí řeky Goris, také známé jako Vararak. Údolí je obklopené pohořím Zangezur. Okolní hory jsou známé pro středověká jeskynní obydlí vytesaná do skály. Počasí v Gorisu je charakteristické mírnými zimami a horkými léty. Průměrná teplota v lednu je −1,3 °C a +19 °C v červenci.
Město je rozděleno na novou část, která leží západněji, a na starou část, která je architektonicky zajímavější. Ve východní části se také nacházejí zmiňovaná skalní obydlí.

## Ekonomika
Ekonomika Gorisu je postavená především na lehkém průmyslu. Známá je například domácí goriská vodka s ovocnou příchutí. Nicméně, díky Vorotanské vodní elektrárně, je město jedním z hlavním dodavatelů elektřiny v Arménii. Goriské letiště je prozatím rekonstruováno. Umožní turistům navštívit pohoří Zangezur, klášter Tatev a další letní resorty v okolí města.

## Partnerská města
- Ňasviž, Bělorusko
- Vienne, Francie

## Galerie

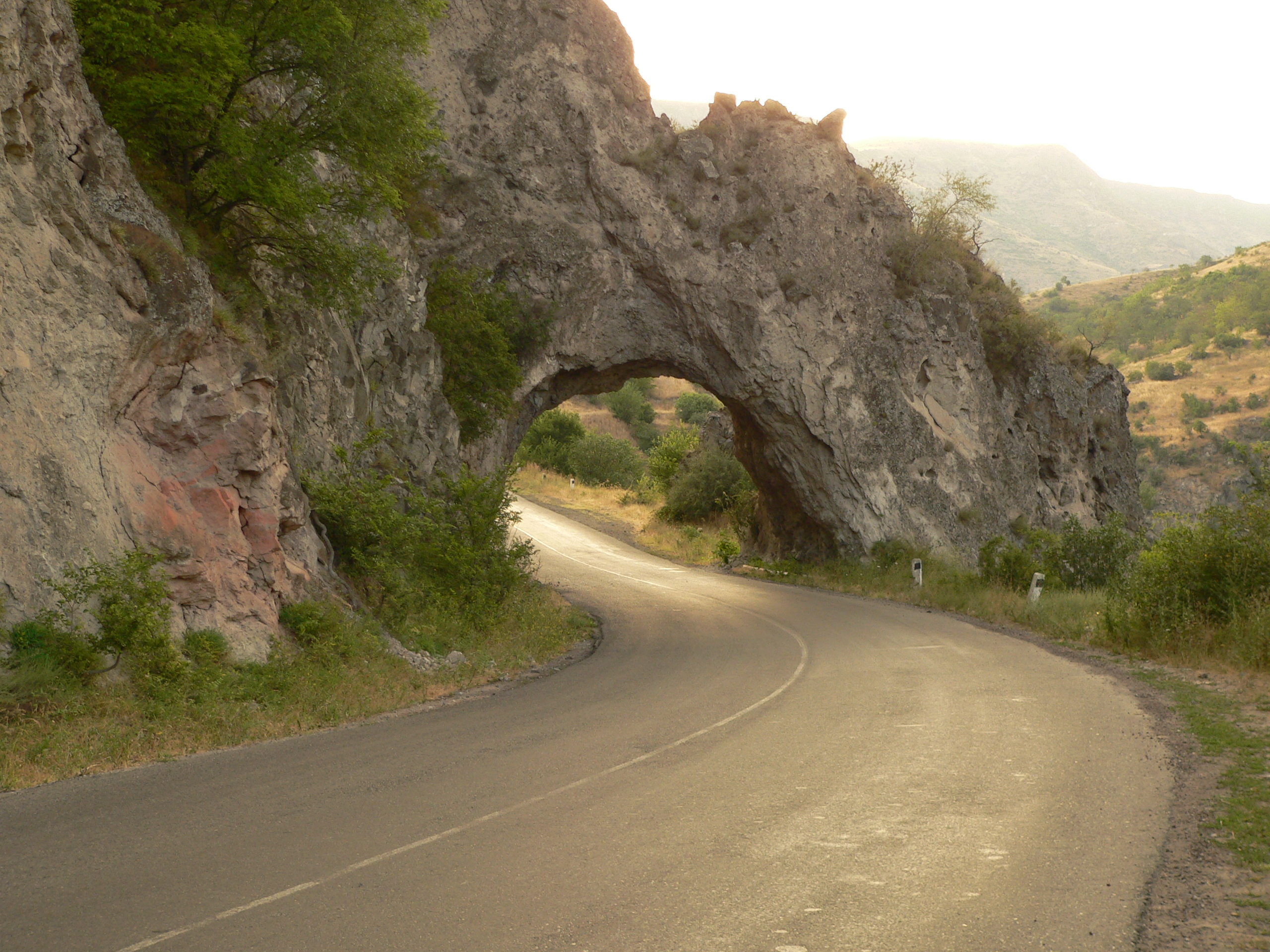
Silnice vedoucí do Kapanu
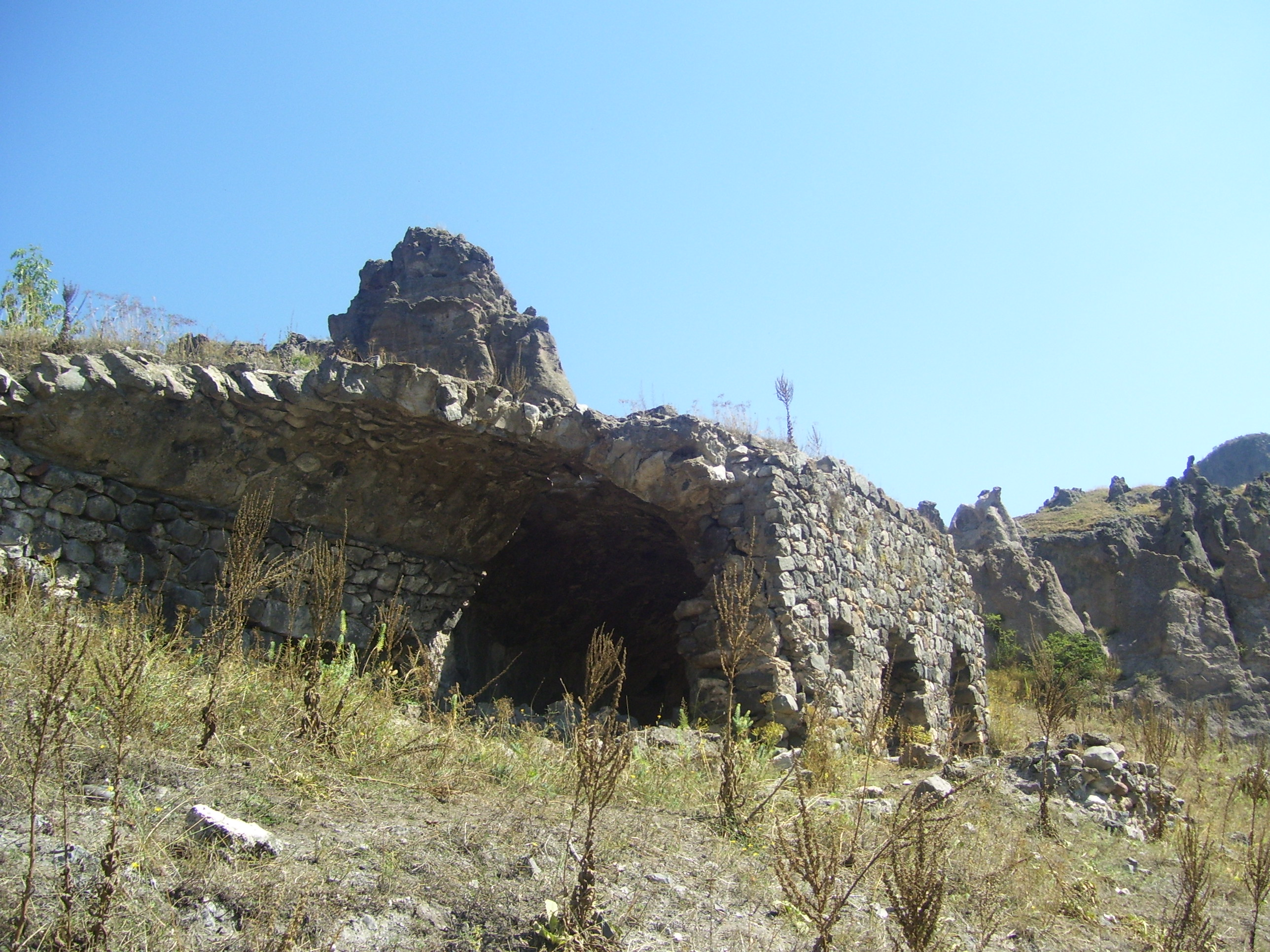
Skalní obydlí
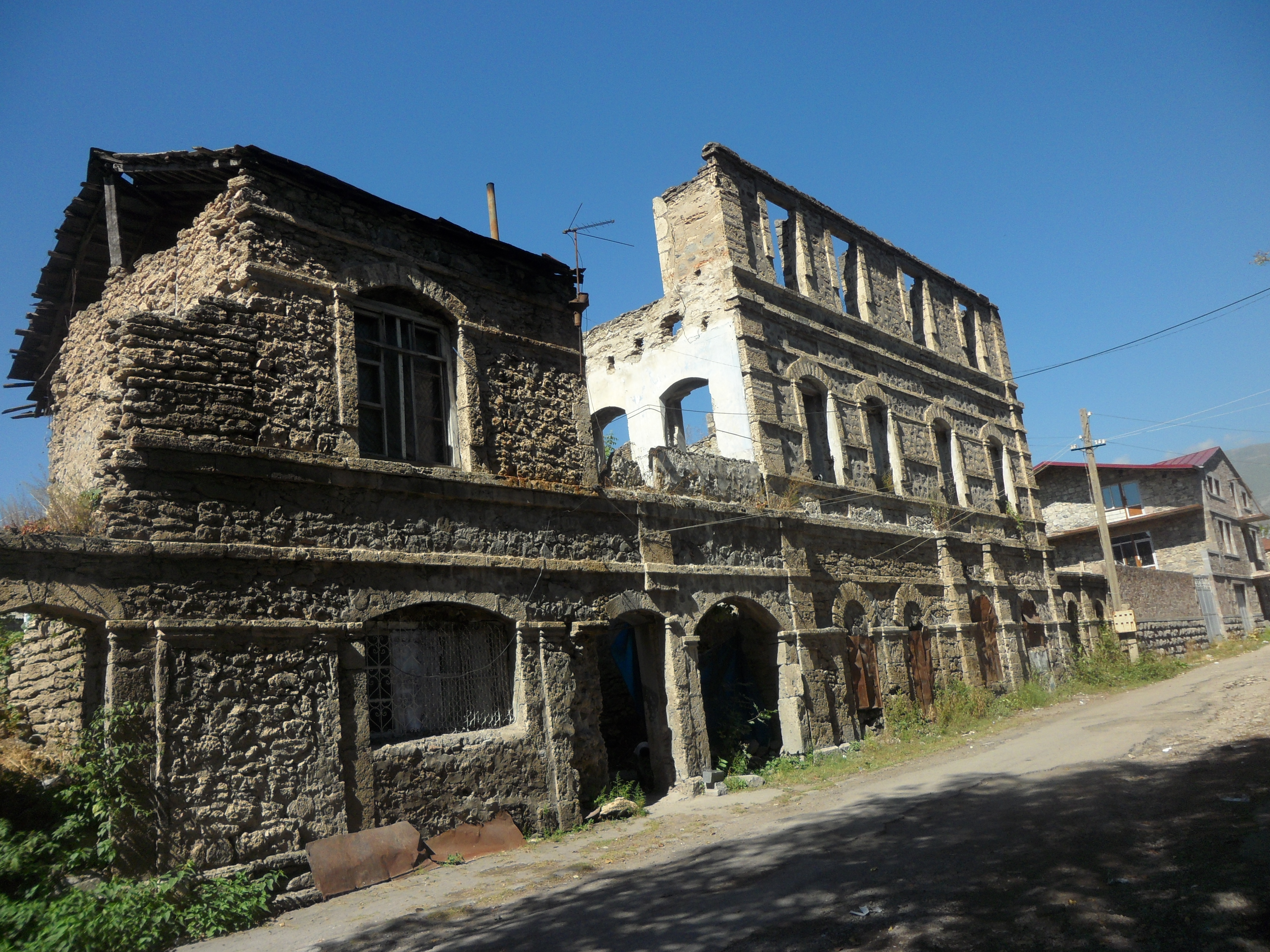
Bnakeli Tun
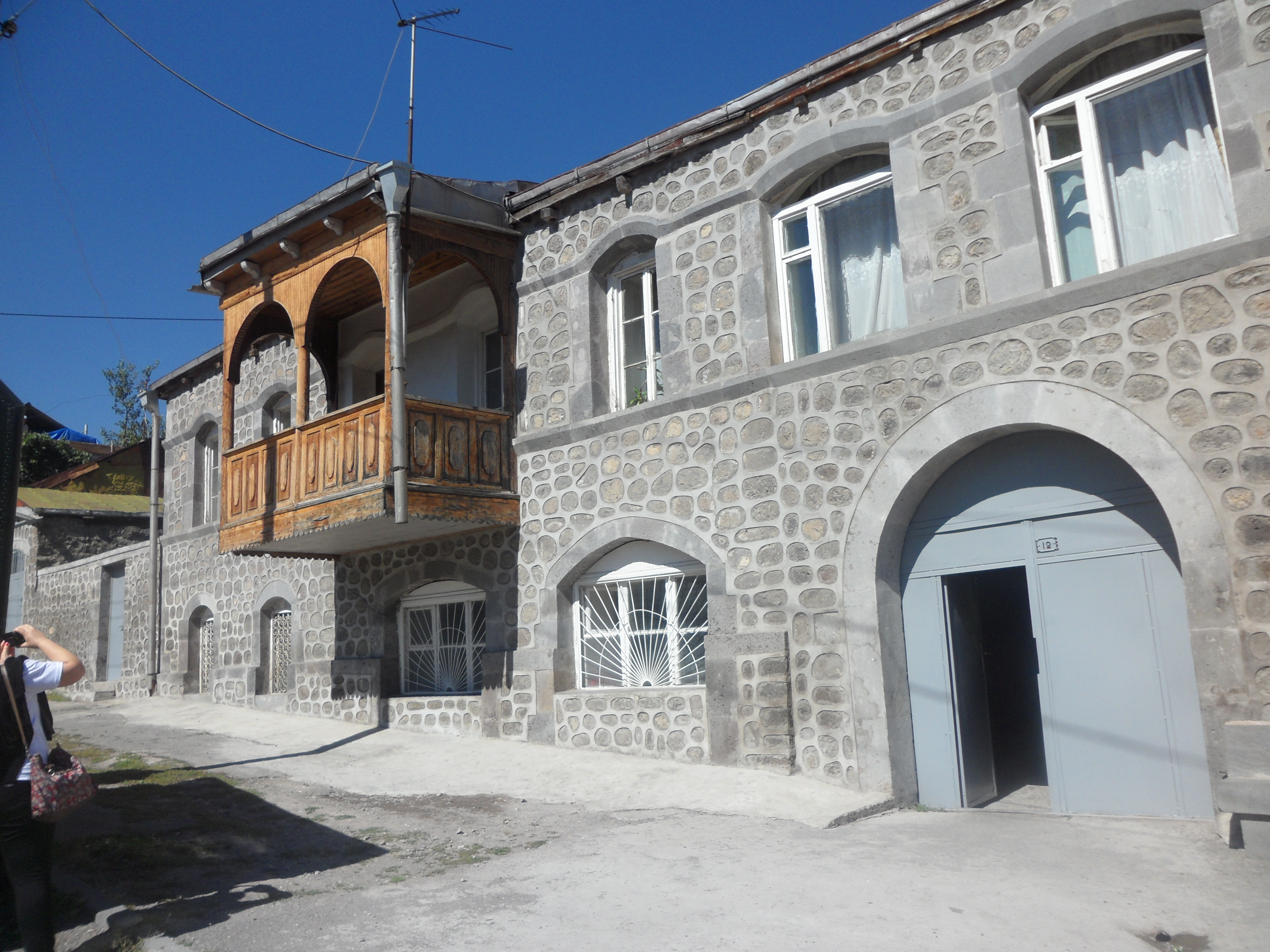
Komitas